# Mammillaria mathildae
Mammillaria mathildae (укр. Мамілярія Матільди, Мамілярія матільда) — сукулентна рослина з роду мамілярія (Mammillaria) родини кактусових (Cactaceae).

## Етимологія
Видова назва дана на честь мексиканської збирачки кактусів Матільди Вагнер, що знайшла цей вид. Вона була дружиною Віллі Вагнера, що разом зі своїм дядьком Фернандо Шмоллєм заснував у місті Кадерейта-де Монтес (штат Керетаро, Мексика) ботанічний сад «Quinta Fernando Schmoll».

## Ареал і екологія
Mammillaria mathildae є ендемічною рослиною Мексики. Ареал розташований у штаті Керетаро. Рослини зростають на висоті від 1800 до 1900 метрів над рівнем моря. Цей вид має дуже специфічні вимоги до життєвого середовища. Він росте в каньйоні (Cañadas) серед вулканічних порід підняттів в залишках тропічних листяних лісів з елементами ксерофільної рослинності серед каменів і чагарників, разом з Ferocactus latispinus.

## Морфологічний опис
Рослини формують кластери.
| Орган              | Опис                                                                                           |
| Коріння            | волокнисте.                                                                                    |
| Стебло             | кулясте до сплюснуто-кулястого, 5—6 см заввишки, до 5 см в діаметрі.                           |
| Епідерміс          |                                                                                                |
| Маміли             | циліндричні або подовжено-ромбічні.                                                            |
| Ареоли             |                                                                                                |
| Аксили             | деякі з щетинками.                                                                             |
| Центральні колючки | 4—5, трохи вкриті пушком, червонувато-коричневі, 6—10 мм завдовжки, одна з гачком, інші прямі. |
| Радіальні колючки  | 9—11, схожі на волоски, білі, трохи вкриті пушком, 5—14 мм завдовжки.                          |
| Квіти              | рожево-білі, до 20 мм завдовжки.                                                               |
| Бутони             |                                                                                                |
| Зовнішні пелюстки  |                                                                                                |
| Внутрішні пелюстки |                                                                                                |
| Тичинки            |                                                                                                |
| Маточка            |                                                                                                |
| Плоди              | червоні, завдовжки 6—7 мм.                                                                     |
| Насіння            | коричнево-чорне.                                                                               |

## Утримання в культурі
Цей вид вирощується як декоративна рослина, хоча не високо цінується колекціонерами.
Рослина досить невибаглива й добре відома в культурі з часу її відкриття у 1973 році, і насіння нерідкі в продажу.
Вирощування в культурі не становить труднощів, але в умовах помірного клімату вимагає максимально можливого сонячного розташування для нормального розвитку колючок. В іншому випадку може вирости зелена рослина з голими туберкулами.

## Чисельність, охоронний статус та заходи збереження
Mammillaria mathildae входить до Червоного списку Міжнародного союзу охорони природи видів під загрозою зникнення (EN). У раніше опублікованому Червоному списку МСОП була віднесена до категорії уразливих видів (VU).
Вид має площу розміщення до 2 км², де він перебуває в п'яти місцях. Продовження урбанізації викликає вирубку в деяких з цих місць і є головною загрозою для цього виду. Існує свідоцтво незаконного збору в дикій природі, ймовірно, через цінність цього виду, викликану його рідкістю. З 2003 по 2006 рік спостерігалося скорочення чисельності рослин на 37 % у субпопуляції Juriquilla. Дослідження, проведені у 2009 році, нарахували 493 дорослих особини цього виду. Один приватний землевласник володіє землею, на якій мешкає майже 30 % дорослих рослин (133 особини на ділянці 15 х 25 м² в субпопуляції Juriquilla). Одна з основних субпопуляцій, La Cañada, перебуває в місці кам'яної шахти, яка ставить під загрозу її існування. Дві невеликі субпопуляції є в Національному парку Ель Сіматаріо.
У Мексиці ця рослина занесена до Національного переліку видів, що перебувають під загрозою зникнення, де вона включена до категорії «під загрозою зникнення».
Охороняється Конвенцією про міжнародну торгівлю видами дикої фауни і флори, що перебувають під загрозою зникнення (CITES).

## Систематика
Mammillaria mathildae прийнята як окремий вид Андерсоном (2001), Пілбімом (1999), а також попередньо як вид Хантом (1999). Люті вважає його підвидом Mammillaria fittkaui (Mammillaria fittkaui subsp. mathildae (Glass and R. A. Foster) J. M. Luthy 1995).